# 離縁
離縁（りえん）は、養親子の関係を解消すること。法律用語では養子縁組の解消とされている。

## 概要
普通養子縁組は協議で双方が同意すれば離縁できる。
一方が離縁に同意しなくても裁判で普通養子縁組の離縁が認められるには、一方から悪意の遺棄をされた場合、一方の生死が3年以上不明な場合、その他縁組を継続し難い重大な事由がある場合がある。「その他縁組を継続し難い重大な事由」で裁判離縁が認められた例としては、「農業の承継と祭祀の継承を目的とする縁組の破綻」（昭和60年12月20日最高裁判決）がある。判例は有責者の離縁請求は認めていない（昭和39年8月4日最高裁判決）。
特別養子縁組の離縁は養子、実父母又は検察官の請求により、養親による虐待や悪意の遺棄その他養子の利益を著しく害する事由があること及び実父母が相当の監護をすることができることが満たされ、養子の利益のため特に必要があると認める場合は、家庭裁判所が認めることがある。特別養子縁組の離縁は養親が行うことができない。
縁組の当事者の一方が死亡した後に生存当事者が離縁をしようとする時は、家庭裁判所の許可が必要である。
養子が15歳未満のときは離縁後の法定代理人が養子を代理する。
夫婦共同縁組の場合は、離縁の場合も共同でしなければならない。
離縁をした場合は養子は原則として養子縁組前の氏を名乗る。ただし、養子縁組の日から7年を経過した後に離縁した場合は、養子は離縁の日から3か月以内に手続きをすれば養親の氏を称することができる。養子縁組から7年未満で離縁して養親の氏になりたい場合は、養子縁組前の氏に復した上で、養親の氏に変更する氏の変更届を家庭裁判所が許可する必要がある。
普通養子
- 協議離縁（民法第811条）
- 死後離縁（民法第811条6項）
- 裁判離縁（民法第814条）

特別養子（民法第817条の10）